# Dhital (Kaski)
Dhital (Nepali कास्कीकोट) ist ein Dorf und ein Village Development Committee (VDC) im Distrikt Kaski der Verwaltungszone Gandaki in Zentral-Nepal.
Dhital liegt auf einem südlichen Ausläufer des Annapurna Himal nordwestlich der Stadt Pokhara. Der Mardi Khola verläuft entlang der Nordgrenze des VDCs. Dhital bietet einen hervorragenden Blick auf den Machapucharé und dessen Nachbargipfel.

## Einwohner
Das VDC Dhital hatte bei der Volkszählung 2011 2781 Einwohner (davon 1251 männlich) in 767 Haushalten.

## Dörfer und Weiler
Dhital besteht aus mehreren Dörfern und Weilern.
Die wichtigsten sind:
- Astam (1350 m ⊙)
- Dhital (1450 m ⊙)